# Надпорогова іонізація

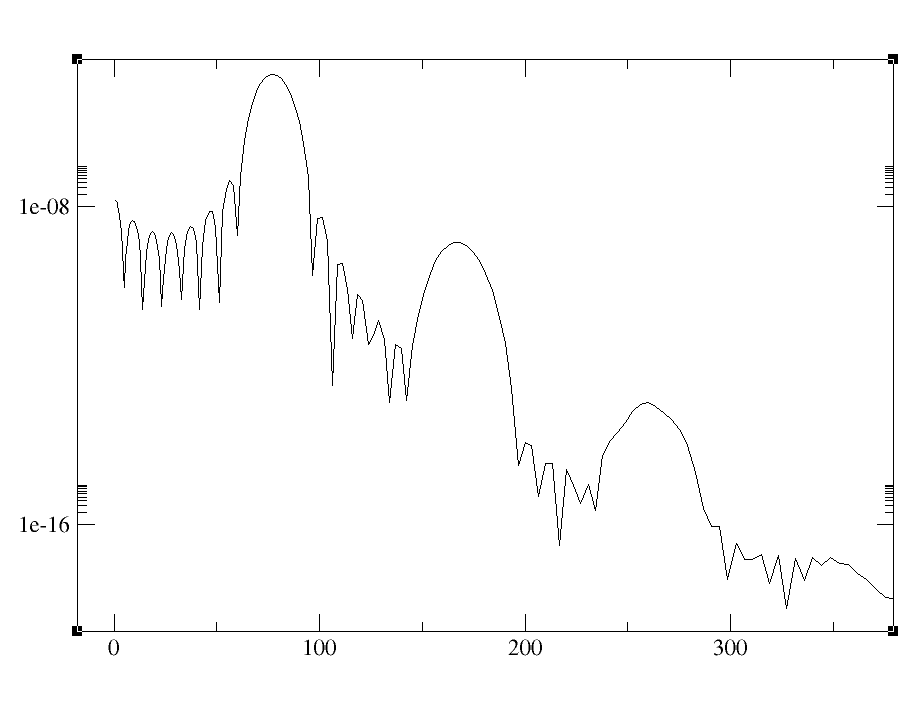
Інтегрований по куту спектр фотоелектронів при збудженні світлом атома водню. По осі x відкладено кінетичну енергію в еВ, по осі y — диференціальну ймовірність. На зображенні видно перші три надпорогові піки.

Надпорогова іонізація — процес збудження атома інтенсивним світлом з поглинанням кількості фотонів, більшої ніж енергетично потрібно. Уперше явище спостерігалося 1979 року.

## Фотоелектрони
У разі надпорогової іонізації піки фотоелектронів повинні виникати при енергіях
{\displaystyle E_{s}=(n+s)\hbar \omega -W,}
де цілим числом {\displaystyle n} позначено мінімальну кількість фотонів, потрібну для іонізації, а {\displaystyle s} — додаткове число фотонів. {\displaystyle W} — енергія іонізації, а  {\displaystyle E_{s}} — кінетична енергія електрона для піка, що відповідає поглинанню {\displaystyle s} фотонів.

## Структура спектру фотоелектронів
Енергетичний спектр фотоелектронів зазвичай має сильний максимум над самим порогом іонізації, коли число необхідних фотонів мінімальне. Наступні надпорогові піки віддалені один від одного на величину енергії фотона, тобто вони відповідають поглинанню більшого числа фотонів. 
У непертурбативному режимі зв'язані стани оточені електричним полем, що призводить до зміщення енергії іонізації. Якщо пондеромоторна енергія поля перевищує енергію фотона {\displaystyle \omega }, перший пік зникає.

## При ультракоротких імпульсах
Ультракороткі лазерні імпульси великої потужності можуть створити більше двадцяти надпорогових піків. Але через скінченну ширину частотної смуги джерела спектр фотоелектронів — неперервний.

## Виноски
1. 1 2  Parker, Jonathan; Clark, Charles W. (1 лютого 1996). Study of a plane-wave final-state theory of above-threshold ionization and harmonic generation. Journal of the Optical Society of America B. 13 (2): 371. Bibcode:1996JOSAB..13..371P. doi:10.1364/JOSAB.13.000371.
2. ↑  Bashkansky, M.; Bucksbaum, P.; Schumacher, D. (13 червня 1988). Asymmetries in Above-Threshold Ionization. Physical Review Letters. 60 (24): 2458—2461. Bibcode:1988PhRvL..60.2458B. doi:10.1103/PhysRevLett.60.2458. PMID 10038359.
  - Agostini, P.; Fabre, F.; Mainfray, G.; Petite, G.; Rahman, N. (23 квітня 1979). Free-Free Transitions Following Six-Photon Ionization of Xenon Atoms. Physical Review Letters. 42 (17): 1127—1130. Bibcode:1979PhRvL..42.1127A. doi:10.1103/PhysRevLett.42.1127. The original paper on the discovery
3. 1 2  Gordon W.F. Drake,, ред. (2006). Springer handbook of atomic, molecular, and optical physics (вид. Updated and expanded). New York: Springer Science+Business Media. ISBN 0-387-20802-X.{{cite book}}:  Обслуговування CS1: Сторінки з посиланнями на джерела із зайвою пунктуацією (посилання)
4. ↑  Cormier, E; Lambropoulos, P (14 травня 1996). Optimal gauge and gauge invariance in non-perturbative time-dependent calculation of above-threshold ionization. Journal of Physics B: Atomic, Molecular and Optical Physics. 29 (9): 1667—1680. Bibcode:1996JPhB...29.1667C. doi:10.1088/0953-4075/29/9/013.
5. ↑  Cormier, E; Lambropoulos, P (14 січня 1997). Above-threshold ionization spectrum of hydrogen using B-spline functions. Journal of Physics B: Atomic, Molecular and Optical Physics. 30 (1): 77—91. Bibcode:1997JPhB...30...77C. doi:10.1088/0953-4075/30/1/010.